# Annette Ebsen-Petersen
Annette Ebsen-Petersen es una deportista estadounidense que compitió en remo. Ganó una medalla de plata en el Campeonato Mundial de Remo de 1984, en la prueba de doble scull ligero.

## Palmarés internacional
| Campeonato Mundial | Campeonato Mundial | Campeonato Mundial | Campeonato Mundial |
| Año                | Lugar              | Medalla            | Prueba             |
| ------------------ | ------------------ | ------------------ | ------------------ |
| 1984               | Montreal (Canadá)  | Medalla de plata   | Doble scull ligero |